# Cyclopia falcata
Cyclopia falcata är en ärtväxtart som först beskrevs av William Henry Harvey, och fick sitt nu gällande namn av Pauline Kies. Cyclopia falcata ingår i släktet Cyclopia, och familjen ärtväxter. Inga underarter finns listade i Catalogue of Life.

## Bildgalleri